# Bangalaia margaretae
Bangalaia margaretae là một loài bọ cánh cứng trong họ Cerambycidae.